# Casa di Cornelio Rufo

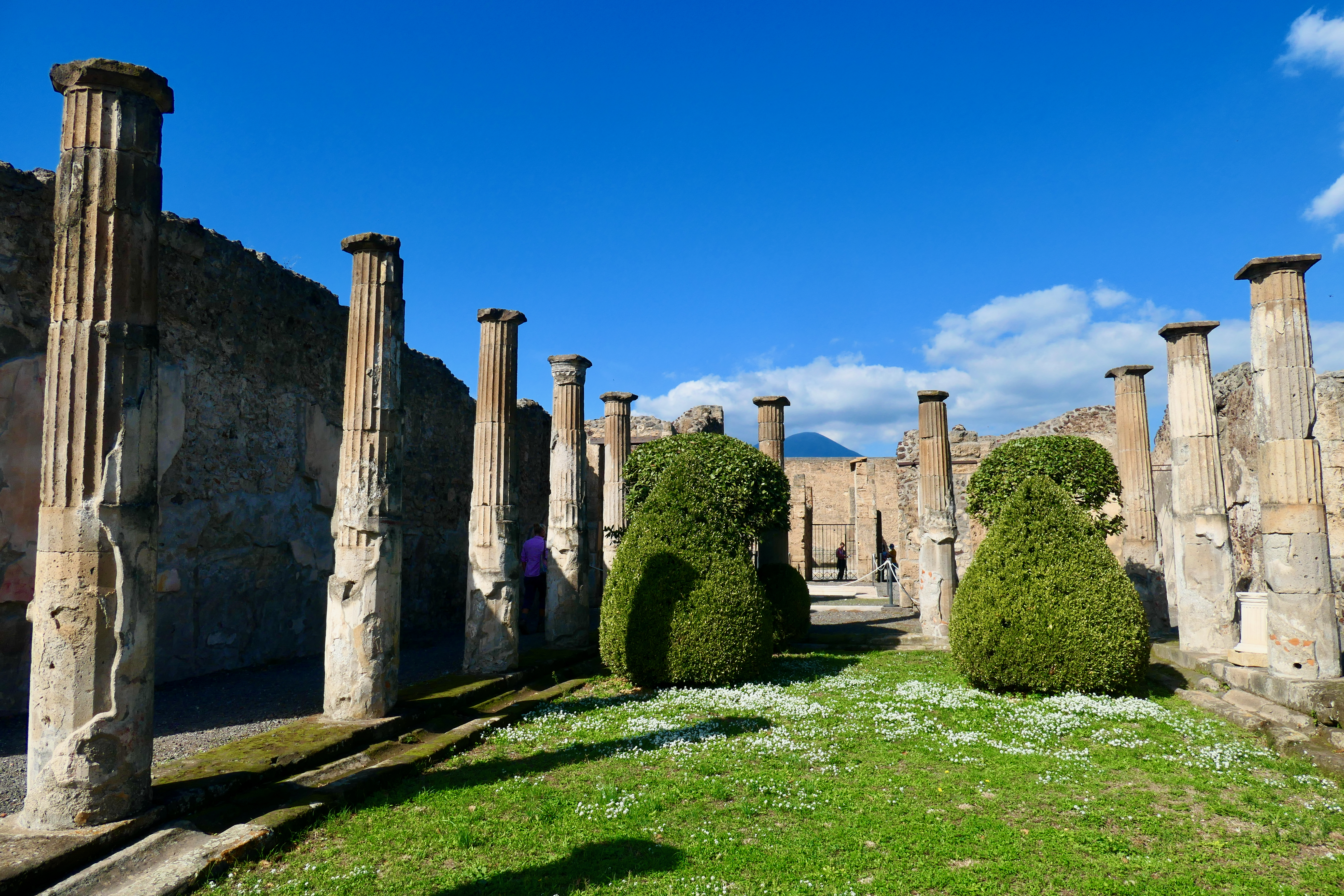
Das Peristyl des Hauses

Bei der Casa di Cornelio Rufo (Haus des Cornelius Rufus, auch Domus Cornelia) handelt es sich um ein großes Wohnhaus in Pompeji (VIII 4, 15), das 1855, 1861 und 1893 ausgegraben wurde. Der Name des Hausbesitzers ist von einer Büste her bekannt, die im Atrium stand.

## Beschreibung
Es handelt sich um ein großes Haus mit Atrium und einem großen Peristyl. Das Atrium war einst ausgemalt. Im Zentrum befindet sich ein Impluvium mit einem Mosaik. Neben dem Impluvium stand ein Tisch mit zwei marmornen, reich dekorierten Beinen (heute im Archäologischen Nationalmuseum Neapel). Im Atrium stand zudem die Herme des Hausbesitzers, die mit seinem Namen beschriftet ist. Hinter dem Atrium folgt das Tablinum, das auch ausgemalt war. Einzelne Wandgemälde sind nur noch von Kopien des 19. Jahrhunderts her bekannt. Im Tablinum befanden sich zwei Bilder, die Personifikationen des Sarno darstellten.  Andere Wandgemälde fanden sich in einem als Oecus bezeichneten Raum. Eines von ihnen zeigt zwei Phryger im Gespräch. Die Deutung der Szene ist ungewiss. Ein zweites Bild zeigte eventuell Attis und Kybele. Die Deutung der Szene ist wiederum unsicher. Das große Peristyl im hinteren Teil des Hauses ist mit Säulen geschmückt. Hier steht auch ein Puteal (Brunneneinfassung) aus Marmor.

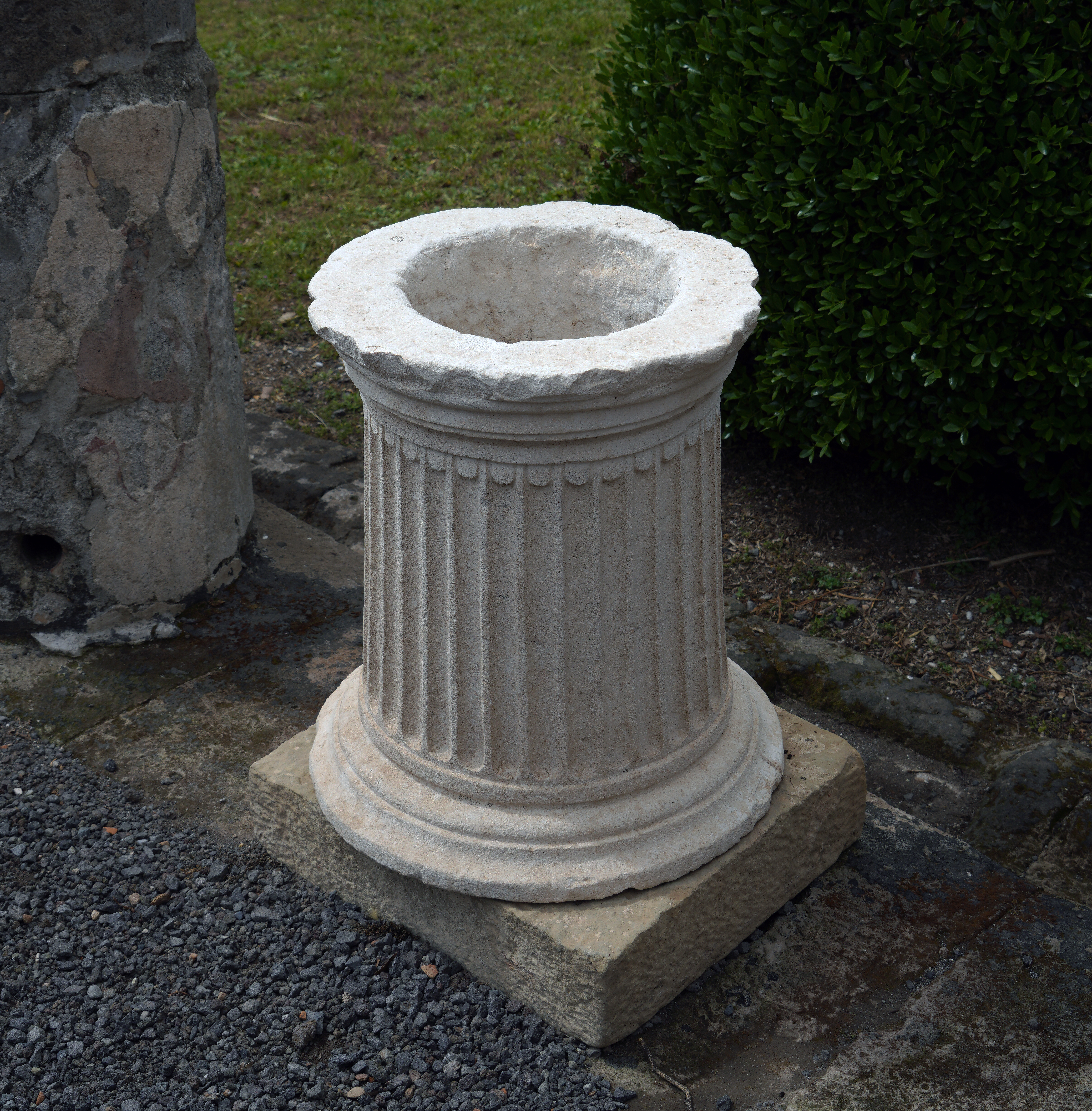
Puteal
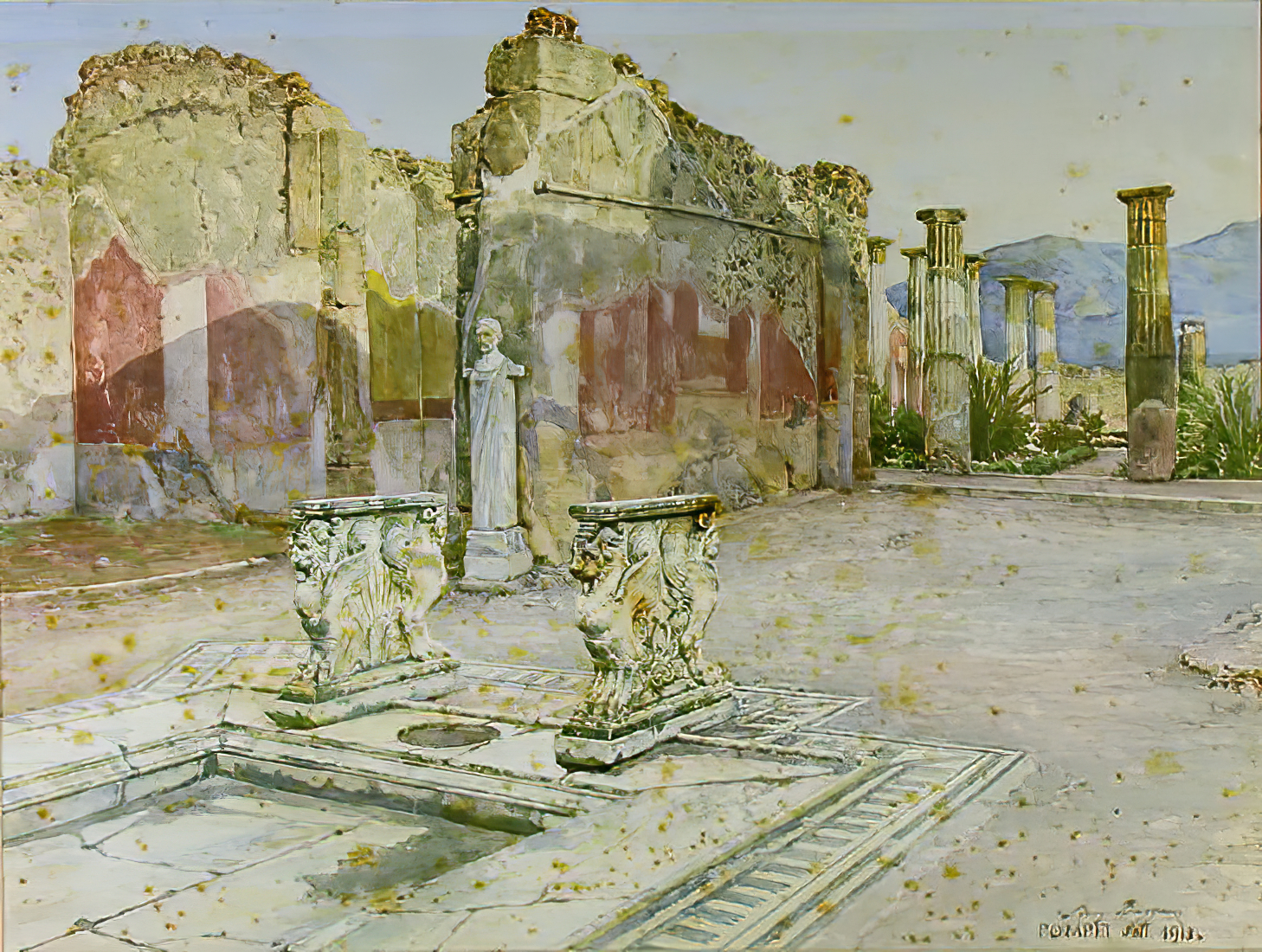
Blick in das Atrium, Zeichnung um 1913
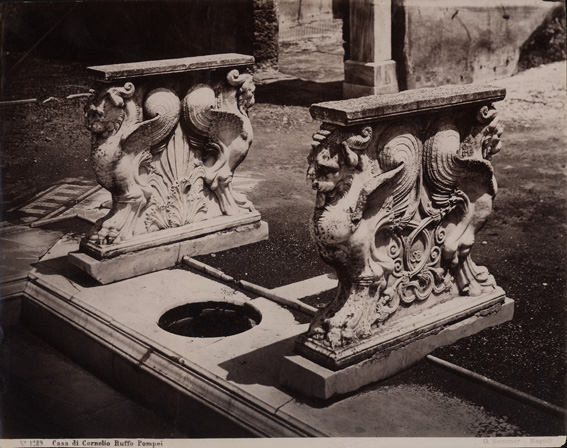
Tisch im Atrium